# Sarah and Son
Sarah and Son is een Amerikaanse dramafilm uit 1930 onder regie van Dorothy Arzner.

## Verhaal
De Oostenrijkse immigrante Sarah Storm werkt samen met haar man Jim Grey als zangeres in theaters en nachtclubs. Na een ruzie over geld gaat Jim ervandoor. Hij verkoopt hun kind aan een rijk gezin. Jaren later is Sarah een beroemde operazangeres geworden. Ze heeft genoeg geld om op zoek te gaan naar haar zoon.

## Rolverdeling
| Acteur             | Personage       |
| ------------------ | --------------- |
| Ruth Chatterton    | Sarah Storm     |
| Fredric March      | Howard Vanning  |
| Fuller Mellish jr. | Jim Grey        |
| Gilbert Emery      | John Ashmore    |
| Doris Lloyd        | Mevrouw Ashmore |
| William Stack      | Cyril Belloc    |
| Philippe De Lacy   | Bobby           |

## Prijzen en nominaties
| Jaar | Prijs  | Categorie     | Genomineerde(n) | Uitslag     |
| ---- | ------ | ------------- | --------------- | ----------- |
| 1930 | Oscars | Beste actrice | Ruth Chatterton | Genomineerd |